# Peter Ørsted
Peter Ørsted es un deportista danés que compitió en vela en la clase Star. Ganó una medalla de plata en el Campeonato Europeo de Star de 2001.

## Palmarés internacional
| \| Campeonato Europeo \| Campeonato Europeo \| Campeonato Europeo \| Campeonato Europeo \| \| Año \| Lugar \| Medalla \| Clase \| \| ------------------ \| --------------------- \| ------------------ \| ------------------ \| \| 2001 \| Skødstrup (Dinamarca) \| Medalla de plata \| Star \| |                       |                  |       |
| Campeonato Europeo |                       |                  |       |
| Año | Lugar                 | Medalla          | Clase |
| 2001 | Skødstrup (Dinamarca) | Medalla de plata | Star  |